# NMS Regele Ferdinand
Lo NMS Regele Ferdinand fu un cacciatorpediniere della Forțele Navale Române, entrato in servizio nel 1930 come prima unità dell'omonima classe di cacciatorpediniere.
Attivo durante la seconda guerra mondiale, il cacciatorpediniere operò nel teatro di operazioni del Mar Nero principalmente come unità di scorta ai convogli mercantili, per la caccia ai sommergibili sovietici e per la posa di mine; nell'aprile 1944 subì gravi danni in attacchi aerei durante le operazioni di evacuazione dei reparti dell'Asse da Sebastopoli.
Dopo l'armistizio tra Regno di Romania e Unione Sovietica, nel settembre 1944 il cacciatorpediniere fu acquisito dalla Marina sovietica e rinominato Lihoj, ma nel giugno 1951 fu restituito alla Romania servendo ancora, sotto il nome di D21, fino all'aprile 1961, quando fu radiato e avviato alla demolizione.

## Storia

### Entrata in servizio e prime operazioni

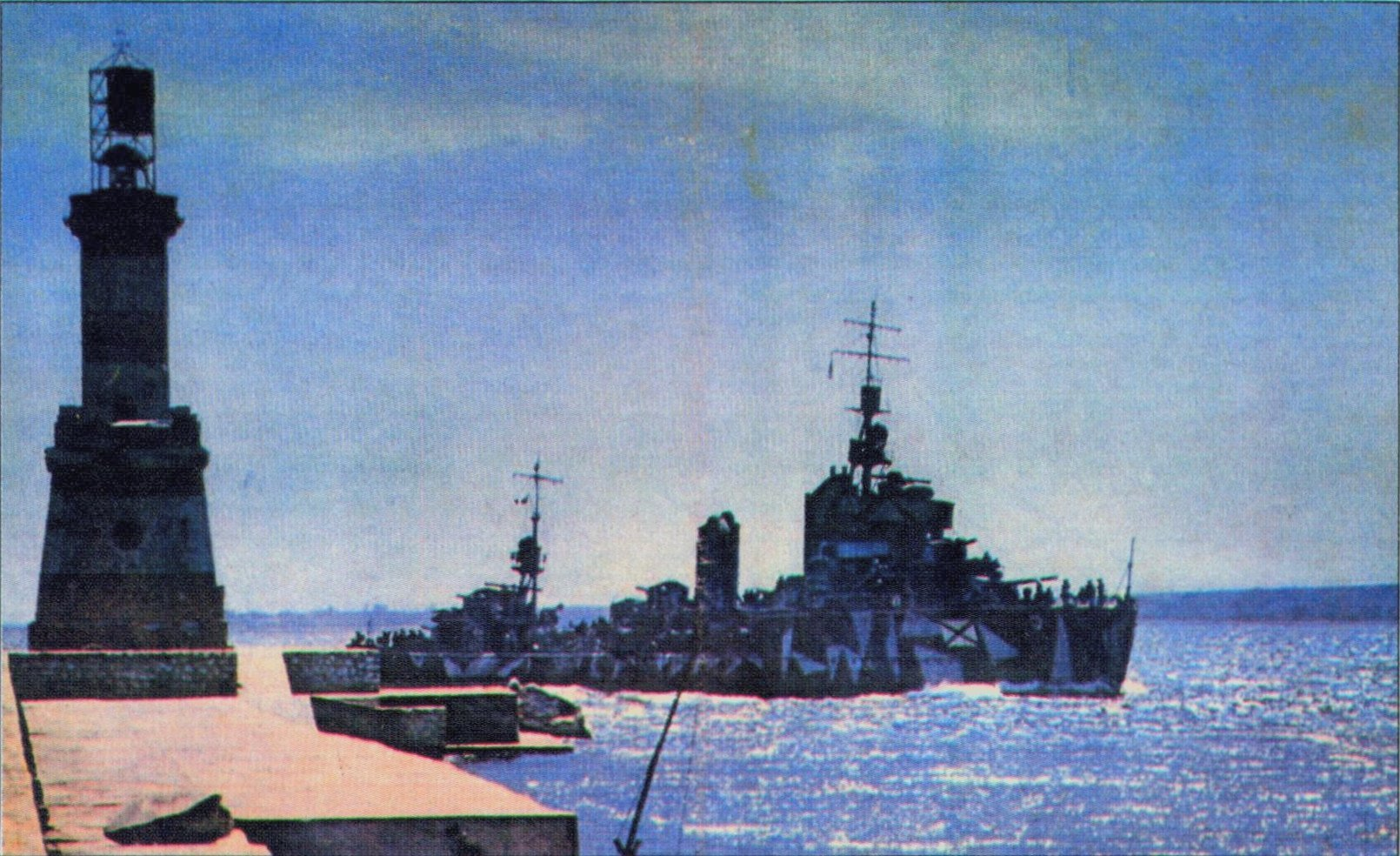
La nave in azione durante il periodo bellico con indosso uno schema di pitturazione mimetico

La nave fu ordinata alle Officine & Cantieri Partenopei di Napoli nell'allora Regno d'Italia il 13 novembre 1926, venendo impostata nel giugno 1927; l'unità fu poi varata il 2 dicembre 1928 con il nome di NMS Regele Ferdinand in onore del re Ferdinando I di Romania, entrando poi ufficialmente in servizio il 7 settembre 1930 dopo essere giunta in Romania. La nave fu quindi assegnata in forza allo "Squadrone cacciatorpediniere" (Escadrila de Distrugătoare) della Marina romena, e il 27 maggio 1931 fu visitata dal re Carlo II di Romania e dal primo ministro Nicolae Iorga.
Con il lancio dell'operazione Barbarossa il 22 giugno 1941, il Regno di Romania si ritrovò in prima linea nel sostenere la Germania nazista nella sua lotta contro l'Unione Sovietica. Largamente superate in numero dalla Flotta del Mar Nero sovietica, le unità della Marina romena rimasero inizialmente al sicuro dietro i massicci sbarramenti di mine navali depositati davanti al porto di Costanza, addestrandosi per le operazioni di scorta ai convogli navali; a iniziare dal 5 ottobre 1941, le unità posamine romene iniziarono a stendere campi minati per proteggere le rotte mercantili che collegavano Costanza al Bosforo, protette a distanza dai cacciatorpediniere della Escadrila de Distrugătoare. Il 1º dicembre il Regele Ferdinand, il suo gemello Regina Maria e il cacciatorpediniere Mărăști stavano scortando un convoglio verso Odessa, da poco occupata dalle forze tedesco-romene, quando un sommergibile sovietico li attaccò senza successo; l'unità nemica fu subito avvistata e fatta oggetto del lancio di bombe di profondità da parte del Regele Ferdinand e del Regina Maria. I romeni rivendicarono l'affondamento del sommergibile, ma i resoconti sovietici non riportano alcuna perdita per quel giorno.
I due cacciatorpediniere Regele Ferdinand e Regina Maria scortarono un altro convoglio da Costanza a Odessa tra il 16 e il 17 dicembre, l'ultimo prima che il ghiaccio invernale portasse alla chiusura del porto. Mentre il convoglio passava davanti a Jibrieni, il Regele Ferdinand avvistò il periscopio di un sommergibile sovietico e passò subito all'attacco: nel seguente scontro il cacciatorpediniere riuscì a evitare il lancio di due siluri da parte del battello nemico per poi colarlo a picco con un lancio di bombe di profondità; la vittima dell'unità romena potrebbe essere stata il sommergibile M-59, per quanto non tutte le fonti concordino.
Nel corso dell'inverno tra il 1941 e il 1942, i cacciatorpediniere romeni furono impegnati nella scorta dei convogli mercantili tra Costanza e il Bosforo. Nella notte tra il 22 e il 23 giugno, e poi ancora nella notte tra il 24 e il 25 giugno, il Regele Ferdinand, il Regina Maria e il cacciatorpediniere Mărășești coprirono la posa di sbarramenti minati difensivi al largo di Odessa. Dopo la resa di Sebastopoli ai tedeschi il 4 luglio 1942, nell'ottobre seguente fu aperta una via diretta tra la città e il porto di Costanza percorribile tutto l'anno dai convogli dell'Asse, che si aggiunse alla rotta abituale tra Costanza e il Bosforo. Il Regele Ferdinand continuò con le operazioni di scorta lungo queste due rotte, subendo vari attacchi di sommergibili: il 14 ottobre il cacciatorpediniere fu mancato dai siluri del sommergibile M-32, mentre in seguito il sommergibile Shch-207 mancò il Regele Ferdinand e il Mărăști mentre stavano scortando due petroliere italiane al largo del Bosforo; i due cacciatorpediniere attaccarono con bombe di profondità il battello sovietico, che tuttavia sopravvisse.

### Ultime operazioni di guerra e radiazione
Il Regele Ferdinand e il Mărășești scortarono il posamine Amiral Murgescu nel corso di una missione di posa di sbarramenti minati davanti Sebastopoli nella notte tra il 13 e il 14 settembre 1943. Due giorni più tardi il Regele Ferdinand attaccò un sommergibile nemico, forse lo Shch-207, e ne rivendicò l'affondamento; le fonti sovietiche non riferiscono però alcuna perdita di sommergibili per quel giorno. Il 22 settembre seguente il sommergibile S-33 attaccò al largo di Eupatoria un mercantile scortato dal Regele Ferdinand, mancando però il bersaglio. Nella notte tra il 9 e il 10 novembre il Regele Ferdinand e il Regina Marina scortarono i posamine diretti a posare sbarramenti davanti Sebastopoli; la missione fu ripetuta tra il 14 e il 16 novembre, questa volta dalla coppia formata da Regele Ferdinand e Mărășești.

La nave ritratta in navigazione alla volta della Crimea nel 1944

Vittoriosi attacchi sovietici in Ucraina portarono all'inizio del 1944 all'isolamento dei reparti dell'Asse nella penisola di Crimea; all'inizio dell'aprile 1944 una nuova grande offensiva portò alla liberazione di gran parte della penisola e all'asserragliarsi dei reparti tedesco-romeni all'interno di Sebastopoli. La Marina romena diede il via all'evacuazione via mare della città il 14 aprile, e i cacciatorpediniere furono intensamente impegnati nelle missioni di scorta ai convogli di truppe. Il Regele Ferdinand arrivò a Sebastopoli la mattina dell'11 maggio, ripartendo poco dopo riempito di soldati da evacuare. L'unità fu quindi presa di mira dagli aerei sovietici tra le 06:00 e le 10:30: gli uomini a bordo furono più volte raggiunti da colpi di mitragliatrici e schegge di bombe, un ordigno colpì in pieno il ponte e uccise due ufficiali dell'unità, altri colpi appiccarono un piccolo incendio e una bomba perforò il serbatoio di carburante di destra senza tuttavia esplodere. Alle 09:30 il cacciatorpediniere finì anche sotto il tiro dell'artiglieria costiera sovietica, ma ripose al fuoco con i suoi pezzi e soppresse la minaccia; un'ora più tardi un ultimo attacco aereo distrusse la sala radio e danneggiò la conduttura del serbatoio di carburante di sinistra: benché l'equipaggio avesse stabilito una catena di secchi per trasportare il carburante ai motori, il cacciatorpediniere rimase a secco a poche miglia dal porto di Costanza la mattina dopo, ma fu trainato in salvo dai rimorchiatori.
Il Regele Ferdinand subì ulteriori danni durante una grande incursione aerea sovietica su Costanza il 20 agosto 1944, riportando 47 morti tra il suo equipaggio. Dopo il colpo di Stato del re Michele il 23 agosto, la Romania cambiò schieramento e dichiarò guerra alle Potenze dell'Asse; il Regele Ferdinand rimase fermo in porto finché non fu preso in consegna dalle forze sovietiche il 5 settembre, come il resto delle unità navali romene. L'unità entrò quindi in servizio con la Flotta del Mar Nero sovietica, venendo rinominata Lihoj il 20 ottobre; il cacciatorpediniere fu poi cancellato dai registri navali sovietici il 3 luglio 1951, dopo essere stato restituito alla Romania il 24 giugno precedente. La nave rientrò in forza allo Squadrone cacciatorpediniere romeno, ma vide cambiato il suo nome in D21 visto il nuovo regime repubblicano socialista insediato nel paese. La nave continuò a servire con la flotta romena fino alla sua radiazione nell'aprile 1961, venendo poco dopo avviata alla demolizione.